# Masolino da Panicale

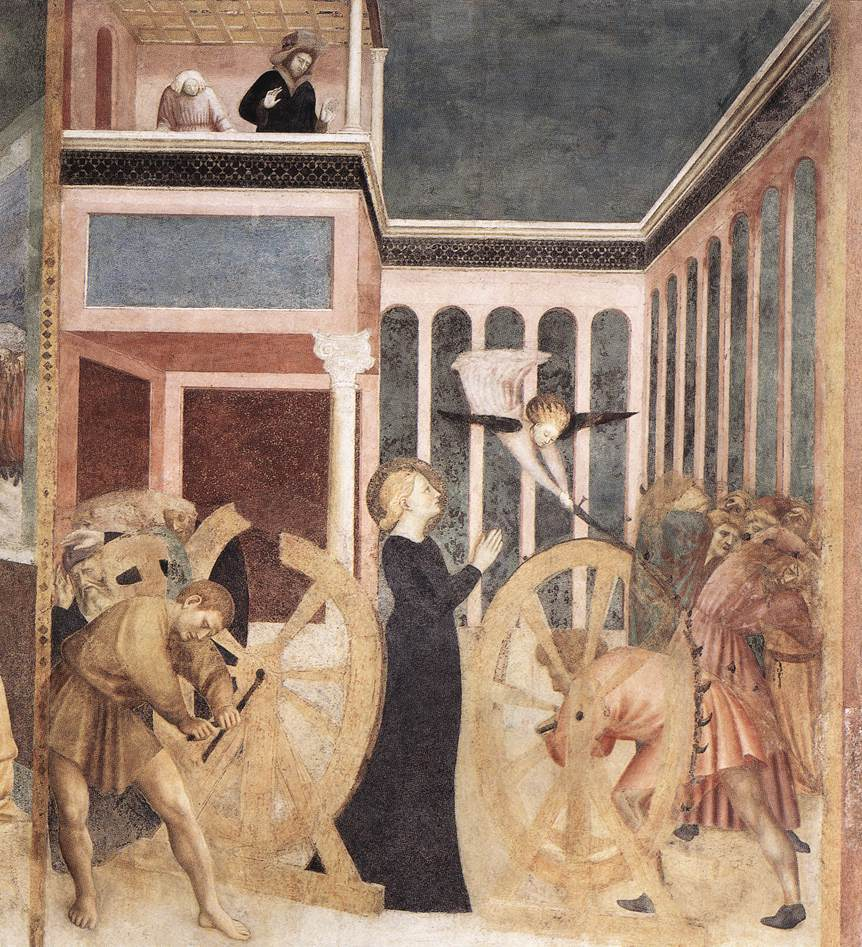
Masolino da Panicale – ”Sankta Katarinas martyrium” (1428-1431). San Clemente, Rom

Masolino da Panicale, egentligen Tommaso di Cristoforo Fini, född 1383 i Panicale, Italien, död 1447 i San Giovanni Valdarno, var en italiensk målare under övergången från sengotik till ungrenässans.
Masolino gick sannolikt i lära hos skulptören Lorenzo Ghiberti i början av 1400-talet. Masolinos mest omtalade verk är freskerna i kyrkan Santa Maria del Carmine i Florens, som han utförde tillsammans med den 18 år yngre Masaccio 1425–1428. Trots åldersskillnaden var det Masaccio som påverkade Masolino snarare än tvärtom. Masolino var utbildad i en gotisk, dekorativ stil som han inte kunde eller ville frigöra sig ifrån. Giorgio Vasari omtalar Masolino i sin konstnärsbiografi.
I basilikan San Clemente i Rom har Masolino, troligtvis med assistans av Masaccio, utfört en serie fresker i Sankta Katarinas kapell med motiv ur Sankta Katarinas liv. Freskerna utfördes 1428-1431 på uppdrag av kardinal Branda Castiglione.

## Verk (urval)
- Madonnan och barnet (1423)  (nu i Kunsthalle, Bremen)
- Anna själv tredje (1424)  (nu i Uffizierna, Florens)
- Påven Gregorius den store och helgonet Mattias (1425) – Santa Maria Maggiore, Rom
- Bebådelsen (1425-1430) – San Niccolò Oltrarno, Florens
- Fresker i baptisteriet (1425) – Castiglione Olona
- Fresker med motiv ur Sankta Katarina av Alexandrias liv (1428-1431) – Cappella di Santa Caterina d'Alessandria, San Clemente, Rom